# 打磨石岩水库
打磨石岩水库是中国河南省南阳市境内的一座水库，位于潦河支流上，建于1969年。水库正常库容为1350万立方米，集雨面积为52平方千米，海拔为196.1米。